# 城妃美伶
城妃美伶（日语：／，6月12日—），前寶塚歌劇團花組娘役，暱稱、，東京都杉並區人，畢業於雙葉中學校，身高162公分。

## 簡介
- 2011年，進入寶塚歌劇團，97期生，同期生有永久輝聖亞(現任花組主演男役)、海乃美月(前月組主演娘役)、綺城ひか理(前花組、星組男役)、秋奈るい(現宙組副組長)[3]。初次登台表演是星組公演『ノバ・ボサ・ノバ(NOVA BOSSA NOVA)』『めぐり会いは再び(再次相會)』[2][3]。2012年，被分配至星組[4]。
- 2013年，第一次擔任新人公演女主角，劇目是『ロミオとジュリエット(羅密歐與茱麗葉)』[4][5]。
- 2014年，『かもめ(海鷗)』是她第一次擔任寶塚Bow Hall公演女主[4][6]，同年10月8日被調到花組[4][7]。
- 2016年，和桜咲彩花一起擔任寶塚Bow Hall公演『アイラブアインシュタイン』女主角[8]。
- 2019年，TBS赤坂ACT劇場公演『花より男子(流星花園)』，她飾演牧野杉菜。這也是她第一次擔任東上(東京特別公演)女主角[9]。同年11月24日，『A Fairy Tale -青い薔薇の精-(A Fairy Tale －藍玫瑰精靈－)』東京公演結束後，和明日海里奧等人一起退團[10]。

## 寶塚歌劇團時期

### 初舞台
- 2011年4-5月 星組公演『ノバ・ボサ・ノバ(NOVA BOSSA NOVA)』『めぐり会いは再び(再次相會)』[11]

### 各組巡迴
- 2011年6-9月 花組公演 『ファントム(歌劇魅影)』[12]
- 2011年11月-2012年2月 星組公演『オーシャンズ11(瞞天過海)』[13]

### 星組時期
- 2012年5-8月 『ダンサ セレナータ(舞之小夜曲)』新人公演 飾演:カロリーナ(卡羅琳娜)(正式公演:綺咲愛里)『Celebrity』[14]
- 2012年9月 寶塚Bow Hall、日本青年館公演『ジャン・ルイ・ファージョン-王妃の調香師-(Jean-Louis Fargeon 路易·法爾根-王后的調香師)』飾演:ロザリー・ラ・モリエール(羅莎琳)[15]
- 2012年11月-2013年2月 『宝塚ジャポニズム〜序破急〜(寶塚日本主義-序破急)』『めぐり会いは再び2nd〜Star Bride〜(再次相會2-星星的新娘)』新人公演 飾演:コレット(柯蕾特)(正式公演:早乙女わかば)『Étoile de TAKARAZUKA（エトワール ド タカラヅカ）(寶塚之星)』 飾演:プティットアミ(男女朋友)、新人公演 飾演:ヴァルゴファムA(致命女人A)(正式公演:早乙女わかば)/エトワールフィーユS(星辰女神S)(正式公演:夢咲ねね)[16]
- 2013年3-4月 梅田藝術劇場、日本青年館 『南太平洋(改編理察·羅傑斯作曲、奧斯卡·漢默斯坦二世作詞之音樂劇「South Pacific」)』飾演:ジェローム(潔洛姆)/パメラ・ウィットモアー(帕梅拉・惠特莫爾)[17]
- 2013年5-8月 『ロミオとジュリエット(羅密歐與茱麗葉)』新人公演 飾演:ジュリエット(茱麗葉)(正式公演:夢咲ねね)[5][18][19]＊第一次擔任新人公演女主角
- 2013年9-10月 東京國際論壇、博多座 『柚希礼音スペシャル・ライブ REON!!II』(柚希禮音特別Live「REON!!II」)[20]
- 2014年1-3月 『眠らない男・ナポレオン-愛と栄光の涯（はて）に-(不睡覺的男人-拿破崙-愛與榮耀的人生)』飾演:アンナ・パヴロヴナ(安娜·巴甫洛夫娜) 新人公演 飾演:マリー・ルイーズ(瑪麗·路易絲) (正式公演:綺咲愛里)[21]
- 2014年5-6月 寶塚Bow Hall 『かもめ(海鷗)』飾演:ニーナ・ザレーチナヤ[4][22][23]＊第一次擔任寶塚Bow Hall公演女主角
- 2014年7-10月 『The Lost Glory-美しき幻影-(失落的榮耀-美麗的幻影)』飾演:7歳のオットー(7歲的奧托) 新人公演 飾演:ミラベル(貝拉蜜兒)(正式公演:綺咲愛里)『パッショネイト宝塚!(熱情的寶塚!)』[24]

### 花組時期
- 2015年1月 東京國際論壇 『Ernest in Love(不可兒戲)』飾演:セシリイ・カデュー(賽西莉・卡迪尤)[4][25]
- 2015年3-6月 『カリスタの海に抱かれて(被卡莉斯塔的海擁抱)』飾演:シモーヌ(西蒙娜)、新人公演 飾演:アリシア・グランディー(艾莉西亞・格蘭迪)(正式公演:花乃瑪麗亞)『宝塚幻想曲（タカラヅカ ファンタジア）(寶塚幻想曲)』[4][26][27][28]＊擔任新人公演女主角
- 2015年7-8月 梅田藝術劇場、國家戲劇院 『ベルサイユのばら-フェルゼンとマリー・アントワネット編-(凡爾賽玫瑰-菲爾遜和瑪麗·安東妮篇)』飾演:ロザリー(羅莎琳)/小公女『宝塚幻想曲（タカラヅカ ファンタジア）(寶塚幻想曲)』[4][29]
- 2015年10-12月 『新源氏物語』飾演:雲井の雁(雲居雁)、新人公演、代演:紫の上(紫之上)(正式公演:櫻咲彩花)『Melodia-熱く美しき旋律-(Melodia-熱烈而優美的旋律-)』[4][30]
- 2016年2-3月 梅田藝術劇場、中日劇場 『Ernest in Love(不可兒戲)』飾演:セシリイ・カデュー(賽西莉・卡迪尤)/ロンドン市民・農民・メイド(倫敦市民/農民/女傭)[31]※和音くり寿輪流演出
- 2016年4-7月 『ME AND MY GIRL』飾演:メイ・マイルズ(梅・邁爾斯)、新人公演 飾演:サリー・スミス(莎莉·史密斯)(正式公演:花乃瑪麗亞)[32][33][34]＊擔任新人公演女主角
- 2016年9月 寶塚Bow Hall『アイラブアインシュタイン(我愛愛因斯坦)』飾演:エルザ(愛爾莎)[35][36][37]＊擔任寶塚Bow Hall公演雙女主之一
- 2016年11月-2017年2月 『雪華抄（せっかしょう）』『金色（こんじき）の砂漠(金色沙漠)』飾演:後宮の女シュリヤ(後宮嬪妃秀里亞) 新人公演 飾演:タルハーミネ(妲露哈蜜涅)(正式公演:花乃瑪麗亞)[38][39][40][41]＊擔任新人公演女主角
- 2017年3-4月 『仮面のロマネスク(假面羅曼史，改編德拉克洛原作小說「危險關係」)』飾演:セシル・ブランシャール(塞西爾・沃朗熱)『EXCITER!!2017』[42]※全國巡迴公演
- 2017年6-8月 『邪馬台国の風(邪馬台國之風)』飾演:イサカ(伊坂)、新人公演 飾演:フルヒ(古日)(正式公演:櫻咲彩花)『Santé!!(Santé!!～將最高級的葡萄美酒獻給您～)』[43]
- 2017年10月 梅田藝術劇場、日本青年館 『はいからさんが通る(窈窕淑女)』飾演:北小路環[44]
- 2018年1-3月 『ポーの一族(波族傳奇，改編萩尾望都原作同名漫畫)』飾演:マーゴット(瑪葛特)、新人公演：シーラ・ポーツネル男爵夫人(席拉‧波特尼爾男爵夫人)(正式公演:仙名彩世)[45][46][47]＊擔任新人公演女主角 、第一次擔任每日公演謝幕領唱的歌姬(エトワール)
- 2018年5月 寶塚Bow Hall 『Senhor CRUZEIRO（セニョール クルゼイロ）!(克魯賽羅先生)』飾演:ビアンカ(碧安卡)[48]
- 2018年7-10月 『MESSIAH（メサイア）-異聞・天草四郎-(彌賽亞−異聞‧天草四郎−)』飾演:咲 『BEAUTIFUL GARDEN-百花繚亂-(BEAUTIFUL GARDEN −百花繚亂−)』[49]
- 2018年11-12月 舞濱圓形劇場『Delight Holiday』[50]
- 2019年2-4月 『CASANOVA(卡薩諾瓦)』飾演:アンリエット(安莉耶)[51]
- 2019年6-7月 TBS赤坂ACT劇場『花より男子(流星花園)』飾演:牧野杉菜[52][53][54][55]＊第一次擔任東上(東京特別公演)女主角
- 2019年6月26日 橫濱體育館 『恋スルARENA』※明日海里奧演唱會[56]
- 2019年8-11月 『A Fairy Tale -青い薔薇の精-(A Fairy Tale －藍玫瑰精靈－)』飾演:フローレンス・ウィールドン夫人(芙洛倫絲‧威爾頓夫人)『シャルム!(Charme!)』[57]＊退團公演

### 寶塚其他相關活動
- 2014年12月20-22日 寶塚大劇場 タカラヅカスペシャル2014『Thank you for 100 years』(2014年Takarazuka Special音樂會「百年的感謝」)[58]
- 2016年12月22-23日 梅田藝術劇場 タカラヅカスペシャル2016『Music Succession to Next』(2016年Takarazuka Special音樂會「傳承的音樂」)[59]
- 2017年12月21-22日 梅田藝術劇場 タカラヅカスペシャル2017『ジュテーム・レビュー-モン・パリ誕生90周年-』(2017年Takarazuka Special音樂會「我愛Raven-夢巴黎90周年」)[60]
- 2018年12月21-22日 梅田藝術劇場 タカラヅカスペシャル2018『Say! Hey! Show Up!!』(2018年Takarazuka Special音樂會「Say! Hey! Show Up!!」)[61]

## 寶塚歌劇團退團後
- 2020年6月13日、27日 FM尼崎 『三ツ矢直生大きな声で独り言』(三ツ矢直生大聲自言自語廣播節目)
- 2020年7月27日 『ボイスドラマ「カタリジェンヌ」:若草物語』(廣播劇:寶塚淑女旁白-小婦人)[62]
- 2020年11月29日 大阪市中央公會堂 『Osaka Tango Festival 2020』(2020大阪探戈節)[63]
- 2021年3月27日 リストランテ・クロノス(克羅諾斯義大利餐廳)『TANGO CARNIVAL 2021』(2021探戈嘉年華)
- 2021年6月13日 第一ホテル東京(東京第一酒店) 『城妃美伶サロンコンサート』(城妃美伶音樂沙龍)
- 2021年8月1日 蛙たち(蛙表演廳) 『宝塚デイ　城妃美伶ライブ』(寶塚日 城妃美伶現場直播)[64]
- 2021年8月11-18日 創新劇院 『逃げるは恥だが役に立つ』(朗讀劇:「月薪嬌妻」)[65]
- 2021年11月11日-12月5日 創新劇院 『GREASE』飾演:Marty(瑪蒂)[66]
- 2021年12月23日 内幸町ホール(内幸町表演廳) 『三ツ矢直生演奏會』
- 2022年5-6月 ステージアラウンドとは(東京IHI劇場)『るろうに剣心 京都編』(神劍闖江湖-京都篇)飾演:高荷惠[67]
- 2022年8月24-28日 中野テアトルBONBON(BONBON劇院) 『Le Lien~ル・リヤン~』(連結)[68]
- 2022年9月21-25日 新宿村LIVE劇場 『失創セブンスプレイ』(失落的創作)[69][70]
- 2022年12月 博品館劇場 『イヴの時間』(夏娃的時間)飾演:ナギ(凪)[71]
- 2023年10月 三越劇場 『Moon of Ruined Castle〜クランベリー・ムーン〜』(廢墟城堡的月亮-莓紅之月)[72]

## 外部連結
- 城妃美伶的instagram
- WEBザテレビジョン網站城妃美伶的簡介 （页面存档备份，存于）
- FRIDAYデジタル網站城妃美伶的訪談
- 寶塚天空舞台網站城妃美伶的簡介
- 東京都會電視台網站城妃美伶簡介宝塚カフェブレイク登場人物城妃美伶，存档于Archive.today（存檔日期 20250422）